# Кузов
Ку́зов (від рос. кузов — «козуб», «кіш», «короб») — частина автомобіля, автобуса чи вантажівки, призначена для розміщення пасажирів та вантажу. Кузов кріпиться до рами автомобіля. Бувають також безрамні (тримальні) кузови, що виконують одночасно і функцію рами — до них кріплять інші вузли та агрегати автомобіля.
У вантажівки кузов складається з кабіни водія та вантажної платформи.
В Україні щодо кузова воза, саней традиційно вживалися такі назви, як ящик, короб, кіш, васа́г.

## Історія розвитку
Форма автомобіля залежить від компонування та конструкції, від матеріалів і технології виготовлення кузова. У свою чергу, виникнення нової форми змушує шукати нові технологічні прийоми та нові матеріали. На розвиток форми автомобіля впливають соціально-економічні чинники і, в силу особливої якості автомобіля – його престижності, мода. Довговічність кузова пов'язана з його антикорозійною підготовкою. Антикорозійний захист досягається використанням як спеціальних матеріалів самого кузова, так і матеріалів покриття кузова. Як поверхневий захист використовують оцинкування та лакофарбове покриття.